# Окушко Ростислав Володимирович
Ростислав Володимирович Оку́шко (9 квітня 1897, Санкт-Петербург — 14 січня 1966, Кишинів) — молдавський радянський художник і педагог; член Спілки художників СРСР з 1945 року. Заслужений діяч мистецтв Молдавської РСР.

## Біографія
Народився 9 квітня 1897 року в місті Санкт-Петербурзі (нині Росія). Син живописця Володимира Окушка. У 1922 році вивчав  живопис у Кишинівській школі образотворчих мистецтв; 1932 року закінчив Яську академію мистецтв.
Викладав малювання у середніх навчальних закладах Акерману, Ізмаїла, Кишинева. Серед учнів: Михайло Греку, Серафима Сенкевич. Помер у Кишиневі 14 січня 1966 року.

## Творчість
Працював у галузях станкового живопису і станкової графіки. Створював тематичні картини, портрети, пейзажі; використовував олійні фарби, вугілля, сангіну, пастель. Серед робіт:
- «Дубоссарська ГЕС» (1960);
- «Асфальт» (1961, полотно, олія);
- пейзажі Криму (1960-ті);

портрети
- робітників заводу імені Григорія Котовського (1958);
- командарма Йони Якіра (1963, полотно, олія);
- маршала Михайла Тухачевського (1963);
- жінки (1964, пастель)[1].

Брав участь у республіканських і всесоюзних виставках.
Роботи перебувають у колекціях Виставкового залу Спілки художників Молдови імені Костянтіна Бринкуша і Національного музею образотворчого мистецтва Республіки Молдови.